# Paranoid (canción de Jonas Brothers)
«Paranoid» es una canción de la banda de "Rock Pop" estadounidense Jonas Brothers de su cuarto álbum de estudio, Lines, Vines and Trying Times. Fue puesto en libertad el 29 de abril de 2009, a través de Hollywood Records. Los tres hermanos escribieron la canción con el Inglés cantautor Cathy Dennis y su productor John Field.

## Posicionamiento
| Listas (2009)                    | Posición |
| -------------------------------- | -------- |
| Alemania Singles Top 100         | 65       |
| Argentina Top 100                | 3        |
| Brasil Hot 100                   | 17       |
| Canadá Hot 100                   | 47       |
| Irlanda Singles Top 50           | 27       |
| Japón Singles Top 100            | 30       |
| Estados Unidos Billboard Hot 100 | 37       |

## Trascendencia

### Billboard Hot 100
| Semana   | 1  | 2  | 3  | 4  | 5  | 6  | 7  |
| -------- | -- | -- | -- | -- | -- | -- | -- |
| Posición | 97 | 71 | 69 | 60 | 70 | 70 | 88 |

- Datos: Q2602697